# Katharina Thalbach

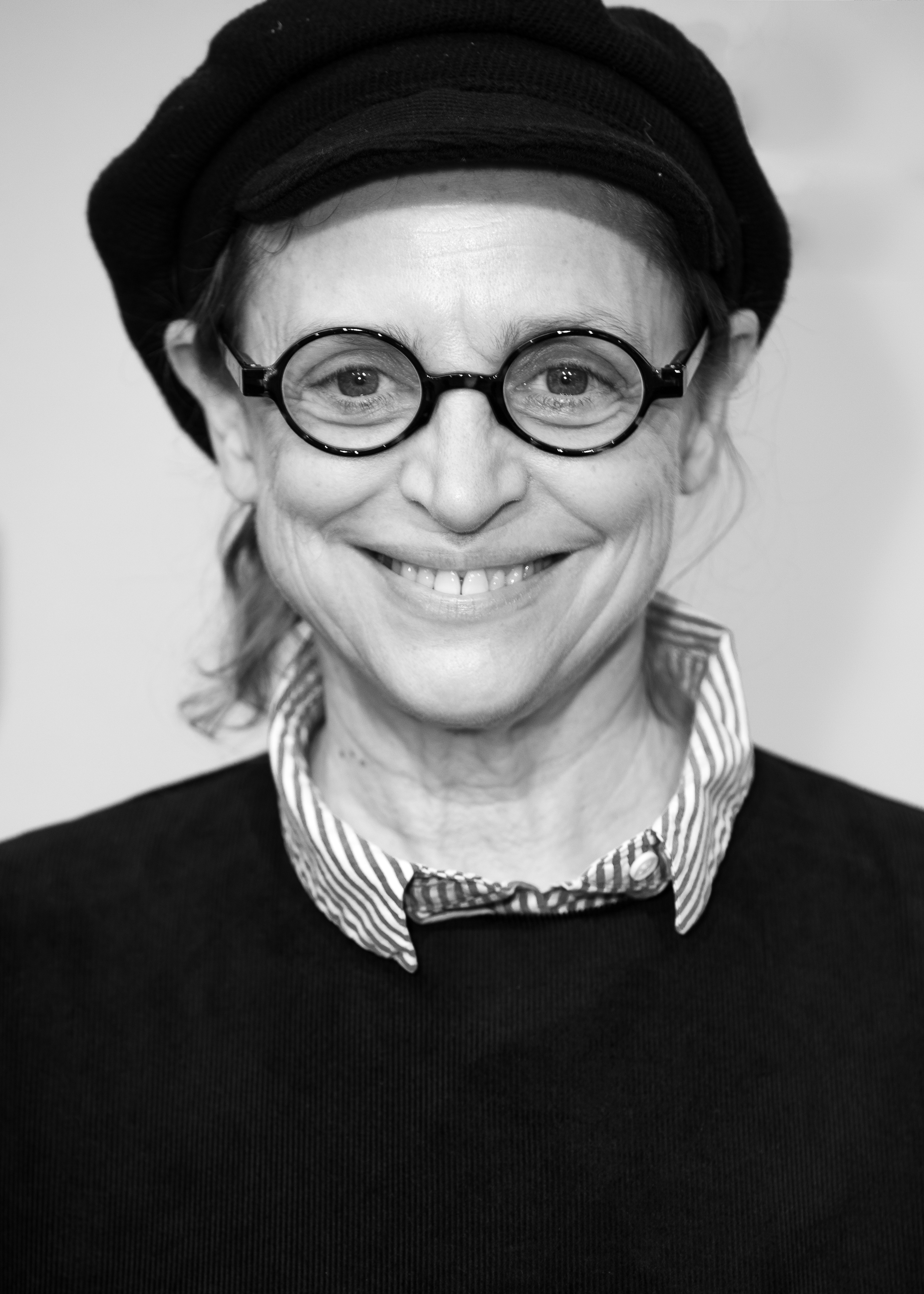
Katharina Thalbach, 2019

Katharina Thalbach (bürgerlich: Katharina Joachim genannt Thalbach; * 19. Januar 1954 in Ost-Berlin) ist eine deutsche Schauspielerin, Regisseurin, Hörbuch- sowie Hörspielsprecherin und Synchronsprecherin.

## Leben und Wirken

### Herkunft und Anfänge
Katharina Thalbach entstammt einer Theaterfamilie, ihr Vater war der Regisseur Benno Besson (1922–2006), ihre Mutter war die Schauspielerin Sabine Thalbach (1932–1966). Der Schauspieler Pierre Besson und der Regisseur Philippe Besson sind ihre Halbbrüder, die Schauspielerin und Sängerin Madeleine Besson ist ihre Halbschwester, ihre Stiefmutter war Ursula Karusseit. Thalbachs Urgroßvater Alois Joachim war Hofopernsänger in München und bekam von König Ludwig II. einen Titel verliehen. Seither tragen seine Nachfahren den Namen „Joachim genannt Thalbach“.
Katharina Thalbach wuchs im Theatermilieu auf; schon als Kind begleitete sie ihre Mutter ins Theater und stand seit ihrem fünften Lebensjahr selbst auf der Bühne und spielte in Filmen mit. Nach dem Tod ihrer Mutter 1966 kümmerte sich unter anderem Helene Weigel, die Witwe Bertolt Brechts, um ihre schauspielerische Ausbildung und bot ihr 1968 einen Meisterschülervertrag am Berliner Ensemble an. Während ihrer Schulzeit erhielt sie außerdem Schauspielunterricht bei Doris Thalmer.

### Schauspielkarriere in der DDR
Im Alter von vier Jahren gab Katharina Thalbach ihr Filmdebüt in dem Fernsehfilm Begegnung im Dunkel (1958). Mehrfach stand sie dann weiterhin als Kind vor der Kamera, u. a. in Gerichtet bei Nacht unter der Regie von Hans-Joachim Kasprzik in der Rolle der Elfi Wagner. In der Folgezeit spielte sie in weiteren Fernsehproduktionen, etwa in Die letzte Chance (1962) und in dem Zweiteiler Der Neue (1963/64), wo sie neben ihrer Mutter auftrat.
Ihr Debüt am Berliner Ensemble hatte sie mit 15 Jahren als Hure Betty in Erich Engels Inszenierung des Brecht/Weillschen Welterfolgs Die Dreigroschenoper. Im Dezember 1969 spielte sie dann ihre erste große Theaterrolle; sie übernahm vertretungsweise die Polly und wurde als Entdeckung gefeiert. Bis 1971 spielte sie weiter am Berliner Ensemble. Nach ihrem Abitur 1971 an der Max-Planck-Oberschule und absolvierter Bühnenreifeprüfung war sie bis 1974 an der Berliner Volksbühne am Rosa-Luxemburg-Platz unter Vertrag, wo sie große Erfolge hatte, u. a. in der Doppelrolle als Venus/Galatea in Die schöne Helena (Bearbeitung: Peter Hacks, 1972). Weitere Bühnenrollen an der Volksbühne waren die Desdemona in Othello (1972; neben Rolf Ludwig in der Titelrolle) und die Mira in der DDR-Erstaufführung des Stücks Speckhut von Francisco Pereira da Silva (1974). An der Berliner Volksbühne arbeitete sie mit den Regisseuren Matthias Langhoff und Manfred Karge zusammen. 1974 kündigte sie dort ihren Vertrag. Im September 1975 kehrte sie ans Berliner Ensemble zurück.
Ab Anfang der 1970er spielte sie als Erwachsene in mehreren DDR-Filmen mit. 1973 spielte sie in Konrad Wolfs Tragikomödie Der nackte Mann auf dem Sportplatz (1974) die junge schwangere Frau eines Soldaten. In dem Fernsehmehrteiler Die Frauen der Wardins (1974) über das Schicksal einer märkischen Bauernfamilie aus dem Dorf Barnekow spielte sie die Bauerntochter Maria, deren Liebe zu einem kommunistischen Arbeiter im Selbstmord endet. 1974 lieh sie in der DDR-Synchronfassung von Siegfried Kühns Literatur-Verfilmung Wahlverwandtschaften der Schauspielerin Magda Vasary in der Rolle der Ottilie ihre Stimme.
In der DDR erhielt sie ihre wichtigsten Filmrollen anschließend von Egon Günther. In Lotte in Weimar (1975) spielte sie eine „prägnante“ (Habel/Wachter) Nebenrolle, die Ottilie von Pogwisch. 1976 übernahm sie als Lotte eine Hauptrolle in dem Film Die Leiden des jungen Werthers.
Im Dezember 1976 siedelte Thalbach zusammen mit ihrem Partner, dem Schriftsteller Thomas Brasch (1945–2001), in der Folge ihres Protests gegen die Ausbürgerung Wolf Biermanns von Ost- nach West-Berlin über. 1976 hatte die damalige inoffizielle Mitarbeiterin (IM) Anetta Kahane in einem Bericht für die DDR-Staatssicherheit die Brüder Thomas und Klaus Brasch als „Feinde der DDR“ bezeichnet.

### Schauspielkarriere in der Bundesrepublik Deutschland

#### Theaterarbeiten

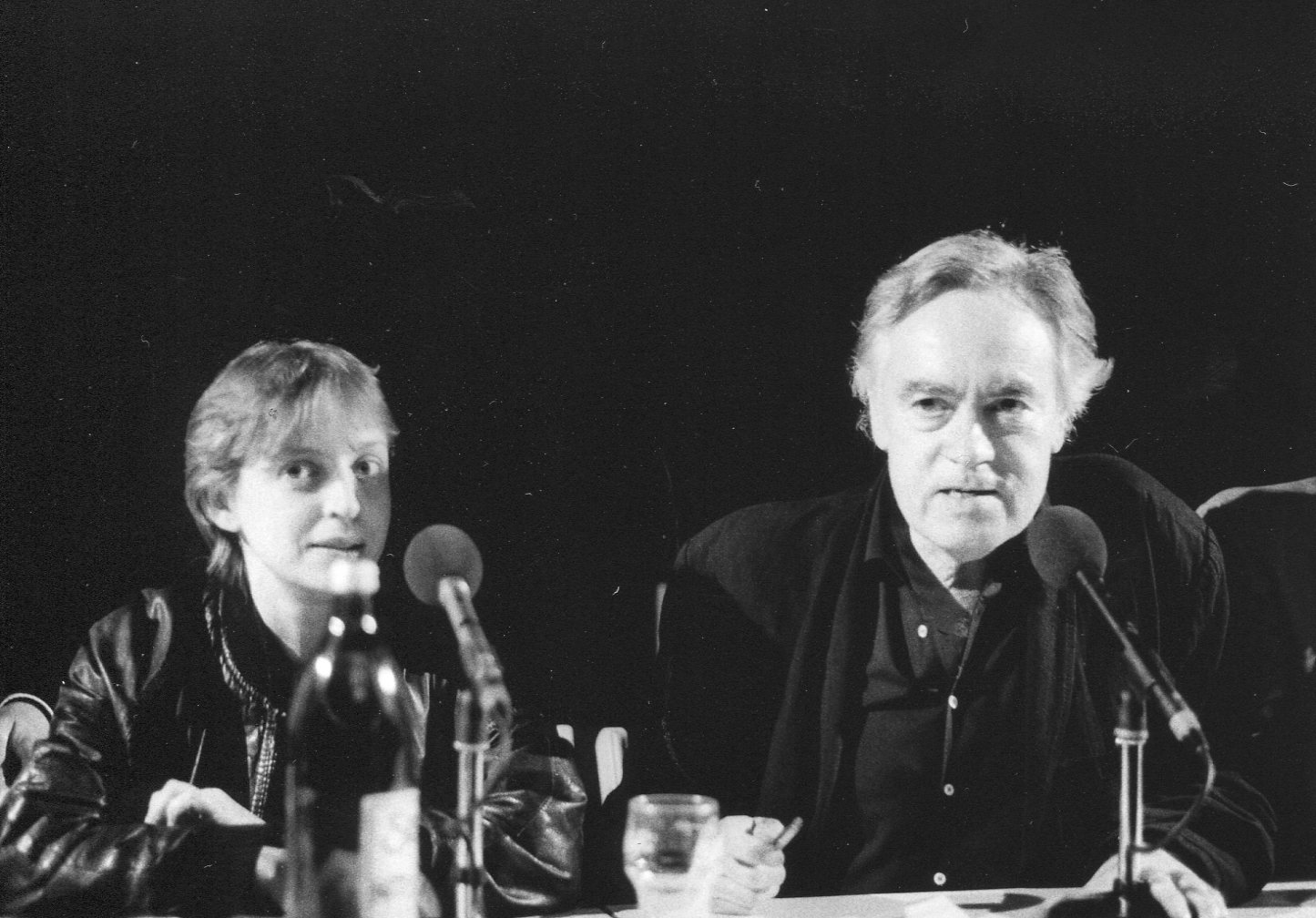
Katharina Thalbach neben Rainer Höynck beim Berliner Theatertreffen in den 1980er Jahren

Nach ihrer Übersiedlung in den Westteil Berlins hatte sie zunächst Theaterengagements am Schillertheater Berlin (Spielzeit 1977/78 und 1981), an den Bühnen der Stadt Köln (Spielzeit 1979/80) und am Schauspielhaus Zürich (seit 1983).
Am Schiller-Theater spielte sie die Titelrolle in der Uraufführung des Theaterstücks Lovely Rita von Thomas Brasch (1977, Regie: Niels-Peter Rudolph) und die Prothoe in Penthesilea (1981, Regie: Hans Neuenfels). 1978 gastierte sie am Berliner Schloßparktheater als Adelheid in Hans Lietzaus Inszenierung von Hauptmanns Der Biberpelz. In der Spielzeit 1979/80 trat sie, in einer Inszenierung von Jürgen Flimm, am Schauspiel Köln in der Titelrolle von Kleists Das Käthchen von Heilbronn auf. Für ihre Darstellung des Käthchens wurde sie 1980 von den Kritikern der Zeitschrift Theater heute zur „Darstellerin des Jahres“ gewählt.
In der Spielzeit 1983/84 gastierte sie am Schauspielhaus Zürich als Ophelia in Hamlet (Regie: Benno Besson) und als Mädchen Oi in Braschs Stück Mercedes (Regie: Matthias Langhoff). In der Spielzeit 1984/85 übernahm sie am Schiller-Theater Berlin die Viola in der Shakespeare-Komödie Was ihr wollt (Regie: Ernst Wendt).
Bis zur Auflösung durch den Berliner Senat Anfang der 1990er Jahre gehörte Katharina Thalbach als Ensemble-Mitglied und Regisseurin zu den Staatlichen Schauspielbühnen Berlin, die das Schiller-Theater und das Schloßparktheater betrieben. Am Tage der Auflösung 1993 spielte Katharina Thalbach die Hauptrolle in der Theaterpremiere des Stückes Weißalles und Dickedumm von Coline Serreau (Regie: Benno Besson). Weitere Bühnenrollen Thalbachs waren die Titelrolle in Mutter Courage und ihre Kinder (1995; Wiener Festwochen, Regie: Jérôme Savary), Mutter John in Die Ratten (1997; Maxim Gorki Theater Berlin, Regie: Uwe Eric Laufenberg) und die Titelrolle in Die heilige Johanna der Schlachthöfe (1998; Schauspielhaus Zürich, Regie: Benno Besson).
In der Spielzeit 2003/04 übernahm sie am Schauspielhaus Bochum die Rolle der Frau Schmidt in der Uraufführung des Stücks Koala Lumpur von David Lindemann; außerdem spielte sie dort 2004 in einer Travestierolle den Falstaff in Heinrich IV. von Shakespeare, in einer Inszenierung von Wilfried Minks. 2005 trat sie am Hans Otto Theater in Potsdam in einer Bühnenfassung von Frau Jenny Treibel (Textfassung und Regie: Uwe Eric Laufenberg) in der Titelrolle auf. 2006 folgten dort Emanuel Striese/Luise Striese in Der Raub der Sabinerinnen (Regie: Uwe Eric Laufenberg), und 2008 die Elisabeth I. in Maria Stuart (Regie: Petra Luisa Meyer). 2006 gastierte sie am Theater am Kurfürstendamm als Tante Augusta in Oscar Wildes Salonkomödie Ernst sein ist alles.

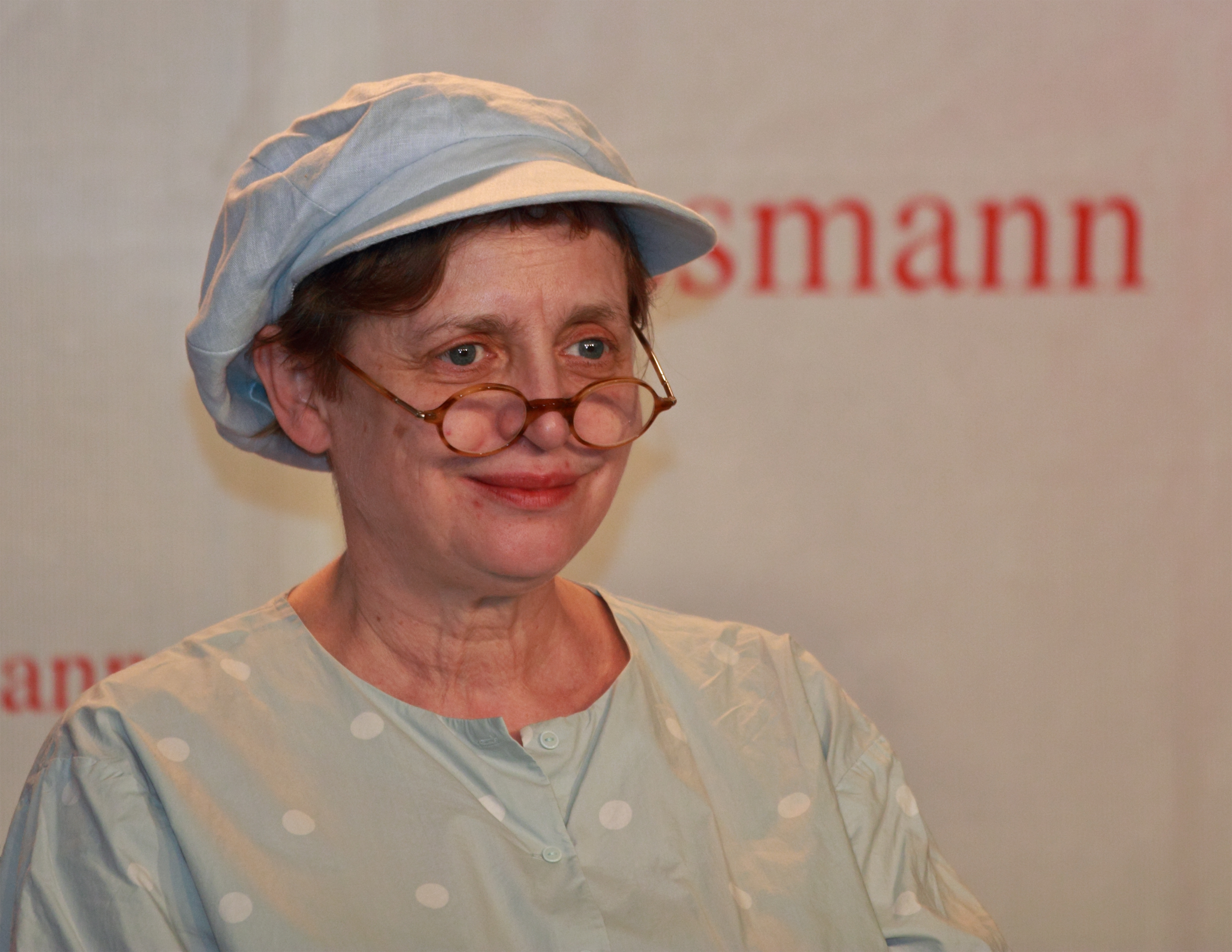
Katharina Thalbach, 2012

Später trat Thalbach häufig in „Familien-Inszenierungen“ auf, in denen ihre Familienmitglieder als Regisseur bzw. Schauspieler mitbeteiligt waren, so 2014 am Theater am Kurfürstendamm in der Inszenierung der Roter Hahn im Biberpelz, wo sie die Mutter Wolffen spielte und in der auch ihre Tochter, ihre Enkelin und ihre beiden Halbbrüder mitwirkten.
2016 war sie mit ihrer Tochter Anna und ihrer Enkelin Nellie an der Komödie am Kurfürstendamm an der Inszenierung von Tennessee Williams’ Theaterstück Die Glasmenagerie beteiligt. Nellie war in der Rolle der Laura Wingfield zu sehen, Anna spielte deren Mutter, während sie selbst Regie führte.
Am Berliner Schiller-Theater war sie in der Spielzeit 2018/19 wieder in der Theaterkomödie Hase, Hase von Coline Serreau mit der gesamten Familie (inklusive Halbbrüder Besson) zu sehen.
Seit Ende der 1980er Jahre trat Thalbach auch als Theaterregisseurin hervor, wobei sie sich insbesondere mit Inszenierungen von Shakespeare- und Brechtstücken einen Namen machte. Zu ihren Regiearbeiten gehören u. a.: Macbeth (1987; Schiller-Theater Werkstatt), Brechts Lux in Tenebris (1988; Münchner Volkstheater, drei Einakter) Mann ist Mann (1989; Thalia-Theater, die zum Berliner Theatertreffen eingeladen wurde), Romeo und Julia (1990; Schiller-Theater Berlin), Minna von Barnhelm (1991; Schiller-Theater Berlin), Wie es euch gefällt (1993; Schiller-Theater Berlin) und Die Dreigroschenoper (1994; Thalia-Theater Hamburg, mit Dominique Horwitz). 1996 inszenierte sie am Berliner Maxim Gorki Theater das Zuckmayer-Stück Der Hauptmann von Köpenick mit Harald Juhnke in der Titelrolle, für den sie zeitweise auch in der Hauptrolle einsprang. 1997 folgte dort Molières Don Juan mit Michael Maertens in der Titelrolle. 2000 inszenierte sie am Maxim Gorki Theater in Berlin Tschechows Die Möwe. Am Volkstheater Rostock inszenierte sie 2003 Schönthans Der Raub der Sabinerinnen und spielte dabei selbst die Rolle der Luise Gollwitz/Striese.
Weitere eigene Theaterinszenierungen waren: Romeo und Julia (2003; Maxim Gorki Theater Berlin) und Wie es euch gefällt (2009; Theater am Kurfürstendamm), wo sie alle Rollen des Stücks ausschließlich mit Frauen besetzte (u. a. mit Katy Karrenbauer, Jana Klinge, Inga Busch und Anna Thalbach) und auch selbst mitspielte.
Im Bereich des Musiktheaters inszenierte sie u. a. Don Giovanni (1997; E-Werk Berlin), Das schlaue Füchslein (2000; Deutsche Oper Berlin), Orpheus in der Unterwelt (2002; Theater Basel), Salome (2004; Opernhaus Köln), Hänsel und Gretel (2006; Staatsoper Dresden), Jenůfa (2007; Opernhaus Köln), Aufstieg und Fall der Stadt Mahagonny (2011; Opernhaus Köln), Midsummer Night’s Dream (2015; Grand Théâtre Genève) und Lucia di Lammermoor (2016; Oper Leipzig).

#### Film und Fernsehen
Nach ihrer Übersiedlung in die Bundesrepublik Deutschland erhielt Thalbach auch in Westdeutschland sofort Filmrollen. Meist spielte sie dominante Frauen, die sich gegen die Gesellschaft auflehnen, gegen Missstände ankämpfen und ihr Schicksal in die eigene Hand nehmen. In dem Film Das zweite Erwachen der Christa Klages (1978), der ersten eigenständigen Regiearbeit von Margarethe von Trotta, spielte Thalbach die junge schüchterne Bankangestellte Lisa, die nach einem Banküberfall selbstständig recherchiert und der Täterin auf die Spur kommt, sie jedoch schließlich doch deckt. In Eberhard Fechners im Herbst 1944 in der Eifel spielenden Regiedebüt Winterspelt 1944 (1978), der Verfilmung des gleichnamigen Romans von Alfred Andersch, verkörperte sie die lebenskluge und vernunftorientierte Käthe Lenk, die einen deutschen Offizier, mit dem sie ein Verhältnis hat, beeinflusst und steuert. In der Grass-Verfilmung Die Blechtrommel (1979) verkörperte sie die Nachbarstochter Maria Truczinski, die dem kleinen Oskar Matzerath zu seinen ersten sexuellen Erlebnissen verhilft und schließlich von Oskars Vater Alfred geschwängert wird. In der mehrteiligen Fernsehverfilmung Theodor Chindler (1979) von Hans W. Geißendörfer war sie Margarete, die junge, revolutionäre Tochter des Reichstagsabgeordneten Theodor Chindler. In Thomas Braschs Debütfilm Engel aus Eisen (1981), einer filmischen Darstellung des Schicksals der Berliner Gladow-Bande im Berlin Ende der 1940er Jahre, verkörperte sie die junge Lisa, die eigentlich eine Karriere als Sängerin anstrebt, dann aber eher zufällig bei den Raubüberfällen mitmacht und Mitglied der Gladow-Bande wird. In dem Fernseh-Vierteiler Väter und Söhne (1986) war sie die Elli Deutz.
Nach der politischen Wende wirkte Thalbach weiterhin am Theater sowie in Film und Fernsehen.
In Leander Haußmanns Sonnenallee (1999) stellte sie Doris Ehrenreich, die Mutter der männlichen Hauptfigur Micha, dar. Im Tatort: Martinsfeuer (Erstausstrahlung: Dezember 1999) spielte sie als von der Jugend träumende Alkoholikerin Elsie Antes, die sich mit ihrer jungen Konkurrentin Nadja (Cosma Shiva Hagen) um den gemeinsamen Geliebten, den Ex-Stricher Leon, streitet, die Episodenhauptrolle.
In dem dreiteiligen Fernsehfilm Die Manns – Ein Jahrhundertroman (2001) mimte sie die Schauspielerin Therese Giehse. In Rainer Kaufmanns Der Job seines Lebens (2003) und seiner Fortsetzung Der Job seines Lebens 2 – Wieder im Amt von Hajo Gies verkörperte sie Erika Strunz, die Frau des Langzeitarbeitslosen Erwin Strunz (Wolfgang Stumph), der durch eine Verwechslung zum Ministerpräsidenten wird. In der Verfilmung des Schillerstücks Kabale und Liebe (2005) war sie als Frau Miller zu sehen. Im Polizeiruf 110: Dettmanns weite Welt (2005) spielte sie die „geschäftstüchtige[n]“ Speditionsinhaberin Charlotte Pelzer, die unbedarfte Fernfahrer regelmäßig um deren Erspartes brachte. In der deutsch-österreichischen Märchenverfilmung Rumpelstilzchen (2007) verkörperte Thalbach die titelgebende Koboldfigur.
Seit 2010 verkörpert sie die Mademoiselle Bertoux in den Filmen um Hanni & Nanni. In Die Vermessung der Welt (2012) war sie Dorothea Gauß, die Mutter von Carl Friedrich Gauß. In den Verfilmungen der Romane Rubinrot (2013), Saphirblau (2014) und Smaragdgrün (2016) aus der Buchreihe Liebe geht durch alle Zeiten von Kerstin Gier übernahm sie die Rolle der Madeleine „Maddy“ Montrose. In der ZDF-Reihe Inspektor Jury spielte sie von 2014 bis 2018 neben Fritz Karl in der Rolle der Tante Agatha Ardry.
In der Hape-Kerkeling-Verfilmung Ich bin dann mal weg (2015) spielte sie die Oma Bertha. In dem zweiteiligen ZDF-Drama Familie! mit Iris Berben, Anna Maria Mühe und Jürgen Vogel in den Hauptrollen, das im Oktober 2016 erstausgestrahlt wurde, spielte Thalbach die aus dem Arbeitermilieu stammende Doris Dombrowski, die Mutter der Hauptfigur Melanie. In dem sozialkritischen Milieufilm Wir sind die Rosinskis (2016) war sie im Fernsehen erstmals mit ihrer Tochter Anna und Enkelin Nellie zu sehen, sie spielt als Angelika Rosinski mit ihnen eine der Hauptrollen. In der Musical-Verfilmung Ich war noch niemals in New York, die im Oktober 2019 in die deutschen Kinos kam, verkörperte sie die Seniorin Maria Wartberg, die nach einem Sturz in ihrer Wohnung das Gedächtnis verliert und sich im Krankenhaus an ihren unerfüllten Lebenstraum New York erinnert. Für diese Rolle wurde sie 2020 mit dem Ernst-Lubitsch-Preis ausgezeichnet.

### Sprechtätigkeiten

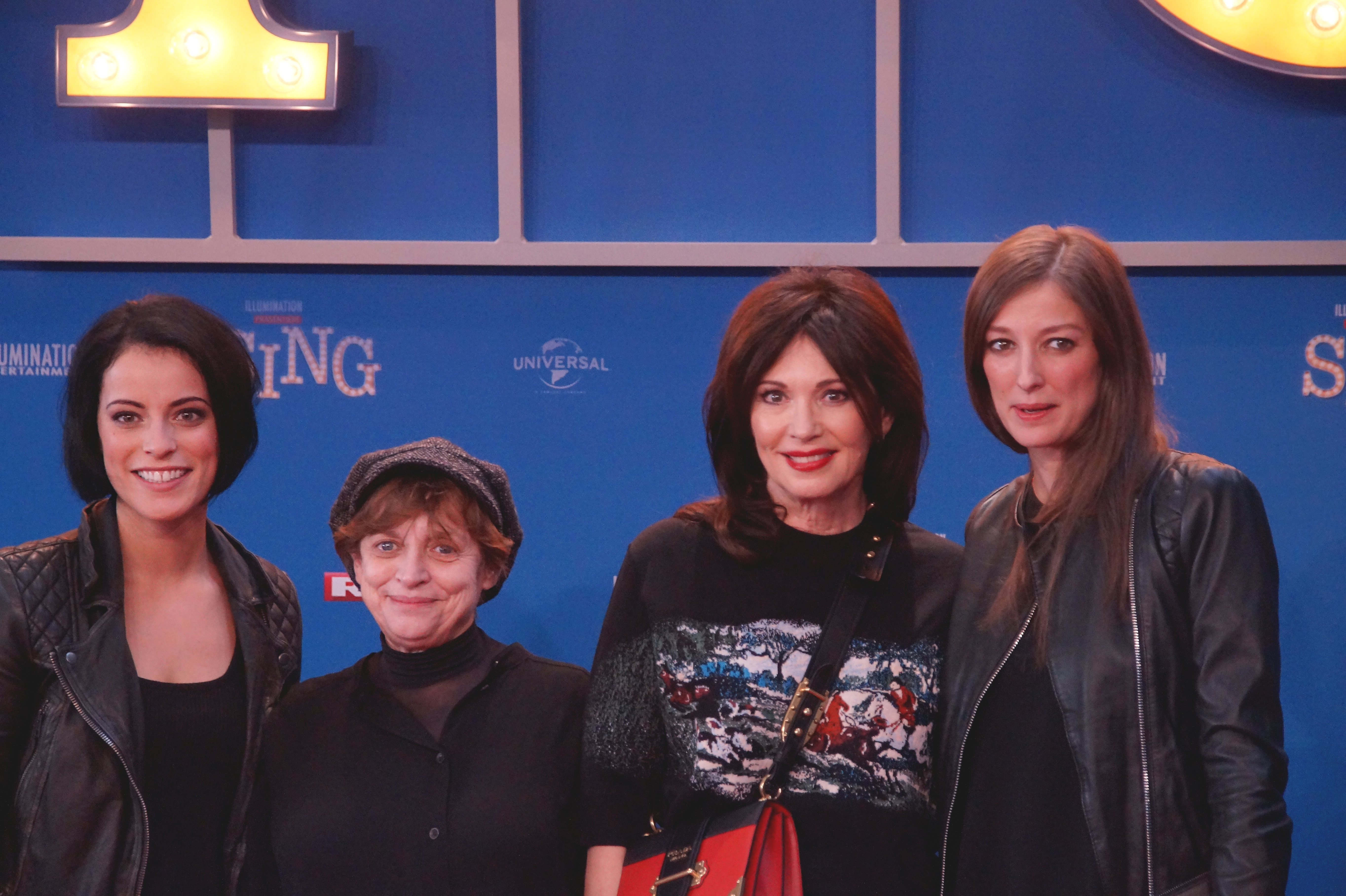
Katharina Thalbach mit Stefanie Kloß, Iris Berben und Alexandra Maria Lara bei der Europa-Premiere von Sing, 2016

Neben ihren Arbeiten am Theater und in Film und Fernsehen sprach sie zahlreiche Hörbuch- und Hörspielproduktionen ein, unter anderem mehrfach Werke des britischen Fantasy-Schriftstellers Terry Pratchett oder der Kinderbuchautorin Mary Norton. Seit 2011 ist sie wiederkehrende Sprecherin für die Kinder-Hörfunksendung Ohrenbär. Daneben sprach sie auch klassische Werke ein, wie etwa William Shakespeares Romeo und Julia oder Heinrich Heines Deutschland. Ein Wintermärchen, sowie mit Sandra Quadflieg den Briefwechsel von Hannah Arendt und Mary McCarthy. 2014 bekam sie den Deutschen Hörbuchpreis und für ihre Interpretation von Guy Bass’ Kinderhörbuch Stichkopf und der Scheusalfinder den Deutschen Kinderhörbuchpreis BEO von der Kinderjury. Im selben Jahr veröffentlichte sie ihr persönliches Hörbuch Alle Jahre wieder!? Weihnachten bei Familie Thalbach, das bei der Verlagsgruppe Random House erschien.
Hierneben betätigt sie sich auch als Synchronsprecherin. Sie lieh unter anderem Zoe Caldwell ihre Stimme in der Rolle der Präsidentin des Hohen Rats für den 42. abendfüllenden Walt-Disney-Film Lilo & Stitch (2002). In Der kleine Rabe Socke und seiner Fortsetzung Der kleine Rabe Socke 2 – Das große Rennen sprach sie Frau Dachs. In dem US-amerikanischen Computeranimationsfilm Sing (2016) übernahm sie die Sprechrolle des Grünen Leguans Matilda Crawly und im Film Die Schule der magischen Tiere (2021) die Rolle der Schildkröte Henrietta.
Auch in einigen Beiträgen der Fernsehserie Berlin – Schicksalsjahre einer Stadt übernahm sie die Rolle der Synchronsprecherin.

### Mitgliedschaften
Thalbach ist seit 1995 Mitglied der Freien Akademie der Künste Hamburg und seit 1999 der Akademie der Künste Berlin. 2003 war sie eines der Gründungsmitglieder der Deutschen Filmakademie.

### Politisches Engagement
Im Februar 2023 war Thalbach Erstunterzeichnerin der von Sahra Wagenknecht und Alice Schwarzer initiierten Petition Manifest für Frieden, die sich im Kontext des Russischen Überfalls auf die Ukraine für Diplomatie und Verhandlungen und humanitäre Hilfe ausspricht, und gegen weiter „eskalierende Waffenlieferungen“ an die Ukraine, da ein lang andauernder Krieg unzählige weitere Menschen töte und traumatisiere, sowie aus Sorge vor einer Ausweitung zu einem Dritten Weltkrieg.
Katharina Thalbach beteiligte sich außerdem ehrenamtlich als Rezitatorin am Erinnerungsprojekt zu dem jüdischen Schriftsteller Curt Bloch, der in der Zeit von 1942 bis 1945 in den Niederlanden untergetaucht war und im Versteck über 490 Gedichte schrieb.

### Privates
Katharina Thalbach war von 1972 bis 1973 mit dem Schauspieler Vladimir Weigl verheiratet. Aus der Ehe stammt ihre Tochter Anna Thalbach, die ebenfalls als Schauspielerin tätig ist wie auch ihre Enkelin Nellie Thalbach. Im Alter von 15 Jahren lernte sie den Schriftsteller Thomas Brasch kennen, mit dem sie nach ihrer Scheidung von Weigl bis zu Braschs Tod (2001) zusammen war. Kurzzeitig war sie mit ihren Schauspielkollegen Markus Völlenklee, Detlev Buck und Fabian Krüger liiert.
Seit 2002 ist sie mit dem Berliner Koch Uwe Hamacher zusammen, den sie bei Dreharbeiten von Niki Steins Fernsehkrimi Die Quittung (2003) – sie spielte die Rolle der Kommissarin Wartenberg – kennenlernte. Im Juli 2020 wurde bekannt, dass die beiden nach achtzehnjähriger Liaison geheiratet haben. Sie lebt in Berlin.

## Filmografie

### Kino
- 1972: Es ist eine alte Geschichte
- 1974: Der nackte Mann auf dem Sportplatz
- 1974: Johannes Kepler
- 1975: Lotte in Weimar
- 1976: Das blaue Licht
- 1976: Die Leiden des jungen Werthers
- 1977: Winterspelt 1944
- 1977: Fluchtweg nach Marseille
- 1978: Das zweite Erwachen der Christa Klages
- 1979: Die Blechtrommel
- 1980: Engel aus Eisen
- 1982: Domino
- 1982: Sophies Entscheidung
- 1984: Glut
- 1986: Flucht in den Norden
- 1986: Paradies
- 1987: Zum Beispiel Otto Spalt
- 1988: Der Passagier – Welcome to Germany
- 1990: Der achte Tag
- 1990: Guten Abend, Herr Wallenberg
- 1990: Vorwärts
- 1992: Die Lügnerin
- 1993: Lilien in der Bank
- 1993: Die Denunziantin
- 1993: Kaspar Hauser
- 1993: Alles auf Anfang
- 1997: Back in Trouble
- 1998: Solo für Klarinette
- 1998: Der Eisbär
- 1999: Caipiranha
- 1999: Sonnenallee
- 2002: Goebbels und Geduldig
- 2005: NVA
- 2006: Der Räuber Hotzenplotz
- 2007: Strajk – Die Heldin von Danzig
- 2007: Hände weg von Mississippi
- 2007: Du bist nicht allein
- 2007: Mrs. Ratcliffe’s Revolution
- 2008: Der Mond und andere Liebhaber
- 2010: Henri 4
- 2010: Hanni & Nanni
- 2011: Almanya – Willkommen in Deutschland
- 2011: Kokowääh
- 2012: Du hast es versprochen
- 2012: Hanni & Nanni 2
- 2012: Die Vermessung der Welt
- 2012: Ludwig II.
- 2013: Hai-Alarm am Müggelsee
- 2013: Rubinrot
- 2013: Hanni & Nanni 3
- 2014: Saphirblau
- 2014: Rico, Oskar und die Tieferschatten
- 2014: Die Schlikkerfrauen
- 2014: Honig im Kopf
- 2015: Rico, Oskar und das Herzgebreche
- 2015: Ich bin dann mal weg
- 2016: Bibi & Tina: Mädchen gegen Jungs
- 2016: Smaragdgrün
- 2017: Hanni & Nanni – Mehr als beste Freunde
- 2017: Sandstern (Film)
- 2018: Wuff – Folge dem Hund
- 2018: 100 Dinge
- 2019: Ich war noch niemals in New York
- 2019: Alfons Zitterbacke – Das Chaos ist zurück
- 2021: Die Schule der magischen Tiere
- 2022: Die Schule der magischen Tiere 2
- 2024: Die Schule der magischen Tiere 3

### Fernsehen
- 1960: Gerichtet bei Nacht
- 1962: Die letzte Chance
- 1963: Der Neue (TV-Zweiteiler)
- 1969: Dolles Familienalbum (Serie)
- 1974: Die Frauen der Wardins (TV-Dreiteiler)
- 1975: Im Schlaraffenland
- 1979: Theodor Chindler
- 1980: Mosch – Winter in Wuppertal
- 1986: Väter und Söhne
- 1996: Gefährliche Freundin
- 1997: Der Hauptmann von Köpenick
- 1998: Totalschaden
- 1999: Tatort: Martinsfeuer (Fernsehreihe)
- 2000: alfredissimo!
- 2001: Liebesau – Die andere Heimat (Fernseh-Miniserie)
- 2002: Harte Brötchen
- 2003: Die Manns – Ein Jahrhundertroman
- 2003: Die Quittung (Fernsehfilm)
- 2003: Der Job seines Lebens
- 2004: Der Job seines Lebens 2 – Wieder im Amt
- 2005: Kabale und Liebe
- 2005: Polizeiruf 110: Dettmanns weite Welt (Fernsehserie)
- 2006: Nicht alle waren Mörder (Fernsehfilm)
- 2007: Deadline – Jede Sekunde zählt (Fernsehserie)
- 2007: Rumpelstilzchen
- 2011: SOKO Köln – Operation Mord
- 2011: Friedrich – Ein deutscher König
- 2013: Der Minister
- 2013: SOKO Köln – Ein Fall für Camilla
- 2014: Inspektor Jury – Der Tote im Pub
- 2014: Zwischen den Zeiten
- 2014: Stille Nächte
- 2015: Große Fische, kleine Fische
- 2015: Inspektor Jury – Mord im Nebel
- 2015: SOKO Köln – Camilla und die tote Nonne
- seit 2015: Unser Sandmännchen (als „Geschichtenerzählerin“)
- 2016: Familie! (Fernsehfilm)
- 2016: Wir sind die Rosinskis
- 2017: Inspektor Jury spielt Katz und Maus
- 2017: Zwei Bauern und kein Land (Fernsehfilm)
- 2017: Schulz & Böhmermann (Talkshow: Rolle der Marita Skwara)
- 2017: Neo Magazin Royale – Letzte Stunde vor den Ferien
- 2017: Sitzheizung gibt’s nicht
- 2017: Marie fängt Feuer – Allein war gestern
- 2018: Löwenzahn – Eichhörnchen – Die verzauberten Nüsse
- 2018: Ein Fall für die Erdmännchen – Die Detektivprüfung
- 2018: Extraklasse (Fernsehfilm)
- 2018: Inspektor Jury – Der Tod des Harlekins
- 2019: Ein himmlisch fauler Engel (Fernsehfilm)
- 2019: Unterm Birnbaum (Fernsehfilm)
- 2021: Extraklasse 2+ (Fernsehfilm)
- 2022: Extraklasse – On Tour (Fernsehfilm)
- 2023: SOKO Köln – Lieber Gott, lass Abend werden
- seit 2023: Miss Merkel – Ein Uckermark-Krimi (Fernsehfilmreihe)
  - 2023: Mord im Schloss
  - 2024: Mord auf dem Friedhof
- 2023: Neue Geschichten vom Pumuckl – Der verflixte Kaugummi
- 2024: Testo
- 2024: Kafka (Fernsehserie)
- 2024: Das Signal (Fernsehserie, Netflix)

## Synchronisation
- 1997: Die böse Erbin in Die furchtlosen Vier
- 2002: Präsidentin des Hohen Rats in Lilo & Stitch
- 2003: Baronin Katharina in Till Eulenspiegel
- 2011: Christiane F. Mutter in Wir Kinder vom Bahnhof Zoo
- 2012: Mondmann in Der Mondmann, Nominierung für den Deutschen Animations-Sprecherpreis beim Trickfilmfestival Stuttgart 2013
- 2016: Matilda Crawly in Sing
- 2018: Nessaja in Tabaluga – Der Film
- 2021: Matilda Crawly in Sing – Die Show deines Lebens (Sing 2)

## Theater

### Theaterrollen
- 1969: Betty in Die Dreigroschenoper, Berliner Ensemble
- 1972: Venus/Galatea in Die schöne Helena (bearb. von Peter Hacks), Volksbühne
- 1977/78: Titelrolle in Lovely Rita, Schillertheater (Berlin)
- 1979/80: Titelrolle in Das Käthchen von Heilbronn, Schauspiel Köln
- 1992: Titelrolle in Hase Hase, Schiller-Theater Berlin
- 1995: Titelrolle in Mutter Courage und ihre Kinder, Wiener Festwochen
- 1996: Titelrolle in Der Hauptmann von Köpenick, Maxim Gorki Theater Berlin (als Einspringerin, auch Regie)
- 2005: Frau Jenny Treibel in Frau Jenny Treibel, Hans Otto Theater Potsdam
- 2006: Tante Augusta in Ernst sein ist alles, Komödie am Kurfürstendamm,
- 2006: Emanuel Striese und Luise Striese in Der Raub der Sabinerinnen, Hans Otto Theater Potsdam
- 2014: Mutter Wolffen in Roter Hahn im Biberpelz, Komödie am Kurfürstendamm
- 2016: Amanda Wingfield in Die Glasmenagerie, Komödie am Kurfürstendamm
- 2019: Hase in Hase Hase, Komödie am Kurfürstendamm
- 2021: Kommissar Hercule Poirot in Mord im Orient-Express, Komödie am Kurfürstendamm[20]

### Regie
- 1987: Macbeth und LiebeMachtTod, Schillertheater (Berlin)
- 1996: Der Hauptmann von Köpenick, Maxim Gorki Theater Berlin
- 1997: Don Giovanni, E-Werk Berlin
- 1999: Schade, dass sie eine Hure ist, Maxim Gorki Theater Berlin
- 2000: Das schlaue Füchslein, Deutsche Oper Berlin
- 2002: Orpheus in der Unterwelt Theater Basel
- 2003: Romeo und Julia, Maxim Gorki Theater Berlin
- 2004: Salome, Oper der Stadt Köln
- 2006: Hänsel und Gretel, Semperoper Dresden
- 2007: Jenůfa, Oper der Stadt Köln
- 2008: Rotter, Oper der Stadt Köln
- 2009: Wie es euch gefällt, Theater am Kurfürstendamm Berlin (Regie, Darstellerin)
- 2009: Der Barbier von Sevilla, Deutsche Oper Berlin
- 2010: Die Fledermaus, Theater Erfurt
- 2010: Im Dickicht der Städte, Berliner Ensemble
- 2011: Cyrano de Bergerac, Schauspielhaus Bochum
- 2011: Aufstieg und Fall der Stadt Mahagonny, Oper der Stadt Köln
- 2012: Die Zauberflöte, Seefestspiele Berlin
- 2012: Was ihr wollt, Berliner Ensemble
- 2016: Lucia di Lammermoor, Oper Leipzig
- 2022: Aida, Semperoper Dresden

## Hörbücher (Auswahl)
Thalbach ist im Laufe ihrer Karriere bereits für mehrere Verlage tätig gewesen, so etwa für Random House Audio, der Audio Verlag, Argon Verlag, Audible, Hörbuch Hamburg & Lübbe Audio.
- Karl Marx und Friedrich Engels: Das kommunistische Manifest.
- Alexander Wolkow: Der Zauberer der Smaragdenstadt.
- Cornelia Funke: Hände weg von Mississippi!
- Herbie Brennan: Das Elfenportal.
- Kai Meyer: Frostfeuer.
- Kai Meyer: Merle-Trilogie.
- Marina Lewycka: Das Leben kleben.
- Marion Zimmer Bradley: Die Herrin von Avalon.
- Marion Zimmer Bradley: Die Nebel von Avalon.
- Oscar Wilde: Das Gespenst von Canterville.
- Tess Gerritsen: Schwesternmord.
- Terry Pratchett: Total Verhext.
- Terry Pratchett: Das Erbe des Zauberers.
- Thomas Brasch: Du einsamer, Du schöner Wicht.
- Mary Shelley: Frankenstein.
- Terry Pratchett: Mummenschanz.
- William Shakespeare: Romeo und Julia.
- Christoph Marzi: Heaven: Stadt der Feen.
- Doris Lessing: Das Leben meiner Mutter.
- Tomi Ungerer: Die drei Räuber.
- Claudia Schreiber: Sultan und Kotzbrocken.
- Diverse: Unsichtbare Wegbegleiter. Von Engeln und Schutzengeln.
- Terry Pratchett: Ruhig Blut.
- Jostein Gaarder: Sofies Welt.
- Arnhild Kantelhardt: Es war eine dunkle und stürmische Nacht.
- Heinrich Heine: Deutschland. Ein Wintermärchen.
- Franz Kafka: Der Prozess.
- Timothée de Fombelle: Tobie Lolness. Ein Leben in der Schwebe.
- C. U. Wiesner: Spuk unterm Riesenrad.
- Mark Twain, Maria Seidemann: Huckleberry Finns Abenteuer. Moderne Kinderklassiker Klassiker als HörAbenteuer
- Muriel Barbery: Die Eleganz des Igels. Hörbuch Hamburg
- Nina Blazon: Der Drache aus dem blauen Ei. Silberfisch bei Hörbuch Hamburg
- Terry Pratchett: MacBest.
- Christiane F.: Wir Kinder vom Bahnhof Zoo.
- Stephen King: Sunset: Das Pfefferkuchen-Mädchen und andere Erzählungen. Random House Audio (gemeinsam mit Anna Thalbach), ISBN 978-3-8371-7559-2
- Annette Pehnt: Der Bärbeiß Silberfisch bei Hörbuch Hamburg
- Jonas Jonasson: Die Analphabetin, die rechnen konnte.
- Arnold Bennett: Hotel Grand Babylon, Eichborn Verlag, Frankfurt a. M. 2005, ISBN 3-8218-5380-8 (Lesung, 3 CDs, 264 Min.)
- Nina Blazon: Polinas Geheimnis. Der Audio Verlag (DAV), Berlin 2010, ISBN 978-3-89813-980-9 (Lesung, 2 CDs, 116 Min.)
- Gisa Pauly: Inselzirkus. Der Audio Verlag (DAV), Berlin 2011, ISBN 978-3-86231-050-0 (Lesung, 4 CDs, 324 Min.)
- Nicole Röndigs: Ausgerechnet Tusnelda! Rundfunk Berlin-Brandenburg (rbb)/Ohrenbär, Berlin 2011.[21]
- Sofi Oksanen: Stalins Kühe. Hörbuch Hamburg, 2012, ISBN 978-3-89903-391-5.
- Lewis Carroll: Alice im Wunderland. Ohrka e. V., Berlin 2013.[22]
- Guy Bass: Stichkopf und der Scheusalfinder Sauerländer Audio, Berlin 2014, ISBN 978-3-8398-4667-4.
- Ulrich Maske: Ein Sommernachtstraum. Shakespeare für Klein und Groß. Jumbo Neue Medien & Verlag, Hamburg 2014, ISBN 978-3-8337-3272-0.
- Christian Morgenstern: Der Papagei...verrät dir nicht ein Wort, Audiobuch Verlag, Freiburg 2014, ISBN 978-3-89964-771-6
- Kurt Tucholsky: Ja, das möchste…, Audiobuch Verlag, Freiburg 2014, ISBN 978-3-89964-782-2
- Hubert Schirneck: Die erste galaktische Fußballweltmeisterschaft. Rundfunk Berlin-Brandenburg (rbb)/Ohrenbär, Berlin 2014.[23]
- Dagmar Garbe: Bella Malsomalso. Rundfunk Berlin-Brandenburg (rbb)/Ohrenbär, Berlin 2014.[24]
- Guy Bass: Stichkopf und das Piratenauge, Sauerländer Audio, Berlin 2015, ISBN 978-3-8398-4690-2.
- Mary Norton: Die Borger, Sauerländer Audio, Berlin 2015, ISBN 978-3-8398-4705-3.
- Karen Matting: Die Wilde Tilda. Rundfunk Berlin-Brandenburg (rbb)/Ohrenbär, Berlin 2015.[25]
- Mary Norton: Die Borger in den Feldern, Sauerländer Audio, Berlin 2016, ISBN 978-3-8398-4714-5.
- Mary Norton: Die Borger auf dem Fluss, Sauerländer Audio, Berlin 2016, ISBN 978-3-8398-4858-6.
- David Walliams: Ratten-Burger, Argon Sauerländer Audio, Berlin 2017, ISBN 978-3-8398-4121-1.
- Marten Sandén: Schornsteinweihnachten, Sauerländer Audio, Berlin 2017, ISBN 978-3-8398-4898-2.
- Megumi Iwasa: Viele Grüße, Deine Giraffe (Hörspiel/Rolle: Robbe), Sauerländer Audio, Berlin 2017, ISBN 978-3-8398-4900-2.
- Megumi Iwasa: Viele Grüße vom Kap der Wale (Hörspiel/Rolle: Robbe), Sauerländer Audio, Berlin 2018, ISBN 978-3-8398-4921-7.
- Megumi Iwasa: Viele Grüße von der Seehundinsel (Hörspiel/Rolle: Robbe), Sauerländer Audio, Berlin 2019, ISBN 978-3-8398-4955-2.
- Max von Thun: Der Sternenmann (Hörspiel/Rolle: Kleiner Stern), Sauerländer Audio, Berlin 2019, ISBN 978-3-8398-4958-3.
- Angela Sommer-Bodenburg: Der kleine Vampir, Argon Sauerländer Audio, Berlin 2019, ISBN 978-3-8398-4199-0.
- Angela Sommer-Bodenburg: Der kleine Vampir zieht um, Argon Sauerländer Audio, Berlin 2019, ISBN 978-3-8398-4200-3.
- Angela Sommer-Bodenburg: Der kleine Vampir verreist, Argon Sauerländer Audio, Berlin 2019, ISBN 978-3-8398-4201-0.
- Ariane Grundies: Konfusia, eine Saustallprinzessin im Durcheinander. Rundfunk Berlin-Brandenburg (rbb)/Ohrenbär, Berlin 2019.[26]
- Sally McGrane: Ollarikchen – der Hörspiel Podcast[27]
- Angela Sommer-Bodenburg: Der kleine Vampir auf dem Bauernhof, Argon Sauerländer Audio (Argon Verlag), Berlin 2020, ISBN 978-3-8398-4204-1.
- Angela Sommer-Bodenburg: Der kleine Vampir und die große Liebe, Argon Sauerländer Audio, Berlin 2020, ISBN 978-3-8398-4205-8.
- Angela Sommer-Bodenburg: Der kleine Vampir in Gefahr, Argon Sauerländer Audio, Berlin 2020, ISBN 978-3-8398-4227-0.
- Angela Sommer-Bodenburg: Der kleine Vampir im Jammertal, Argon Sauerländer Audio, Berlin 2020, ISBN 978-3-8398-4228-7.
- Hilke Rosenboom: Das Leben mit Supermom, Superpop und der australischen Baumkröte Urps. Rundfunk Berlin-Brandenburg (rbb)/Ohrenbär/Der Audio Verlag (DAV), Berlin 2020.[28]
- Angela Sommer-Bodenburg: Der kleine Vampir liest vor, Argon Sauerländer Audio, Berlin 2021, ISBN 978-3-8398-4241-6
- Angela Sommer-Bodenburg: Der kleine Vampir und der unheimliche Patient, Argon Sauerländer Audio, Berlin 2021, ISBN 978-3-8398-4242-3
- Angela Sommer-Bodenburg: Der kleine Vampir in der Höhle des Löwen, Argon Sauerländer Audio, Berlin 2021, ISBN 978-3-7324-4251-5
- Angela Sommer-Bodenburg: Der kleine Vampir und der Lichtapparat, Argon Sauerländer Audio, Berlin 2021, ISBN 978-3-7324-4252-2
- Angela Sommer-Bodenburg: Der kleine Vampir und die grosse Verschwörung, Argon Verlag, Berlin 2022, ISBN 978-3-8398-4271-3
- Nina Blazon: Ein Fuchs für Tomti, Hörbuch Hamburg, 2022, ISBN 978-3-7456-0371-2
- Angela Sommer-Bodenburg: Der kleine Vampir und die Klassenfahrt, Argon Verlag, Berlin 2022, ISBN 978-3-8398-4283-6
- Angela Sommer-Bodenburg: Der kleine Vampir feiert Weihnachten, Argon Verlag, Berlin 2022, ISBN 978-3-8398-4284-3
- Angela Sommer-Bodenburg: Der kleine Vampir in Transsylvanien, Argon Verlag, Berlin 2023, ISBN 978-3-8398-4294-2
- Angela Sommer-Bodenburg: Der kleine Vampir in der Tanzschule, Argon Verlag, Berlin 2023, ISBN 978-3-8398-4295-9
- Anja Tsokos & Prof. Dr. Michael Tsokos: Heinz Labensky und seine Sicht auf die Dinge, Audible Studios, 2024 (Hörbuch Download)
- 2025: David Safier: Die Liebe sucht ein Zimmer, Argon Verlag, ISBN 978-3-7324-2154-1 (Hörbuch-Download)

## Hörspiele (Auswahl)
- 1975: Brüder Grimm: Der gestiefelte Kater (Prinzessin) – Regie: Dieter Scharfenberg (Kinderhörspiel – Litera)
- 1976: Alexei Tolstoi: Burattino (Malwina) – Regie: Dieter Scharfenberg (Kinderhörspiel – Litera)
- 1981: Oscar Wilde: Salome (Salome) – Regie: Gerhard Rühm (Hörspiel – WDR)
- 1999: Michael Ondaatje: Die gesammelten Werke von Billy the Kid (Celsa Guitterrez) – Regie: Robert Matejka (Hörspiel – Deutschlandradio)
- 1999: Johann Wolfgang von Goethe: Wilhelm Meisters Lehrjahre (Mignon, 4. Teil der sechsteiligen Fassung) – Regie: Götz Fritsch (Hörspiel – MDR/BR)

## Musikstücke
- Torsten Rasch Mein Herz brennt: Based on Music of Rammstein – produziert von Sven Helbig (Orchestermusik plus Gesang und Sprecher), Deutsche Grammophon
- Bar jeder Vernunft Berlin: Zwei auf einer Bank – eine musikalische Begegnung mit Katharina Thalbach und Andreja Schneider
- Wiglaf Droste und Das Spardosen-Terzett: Wolken ziehn

## Auszeichnungen

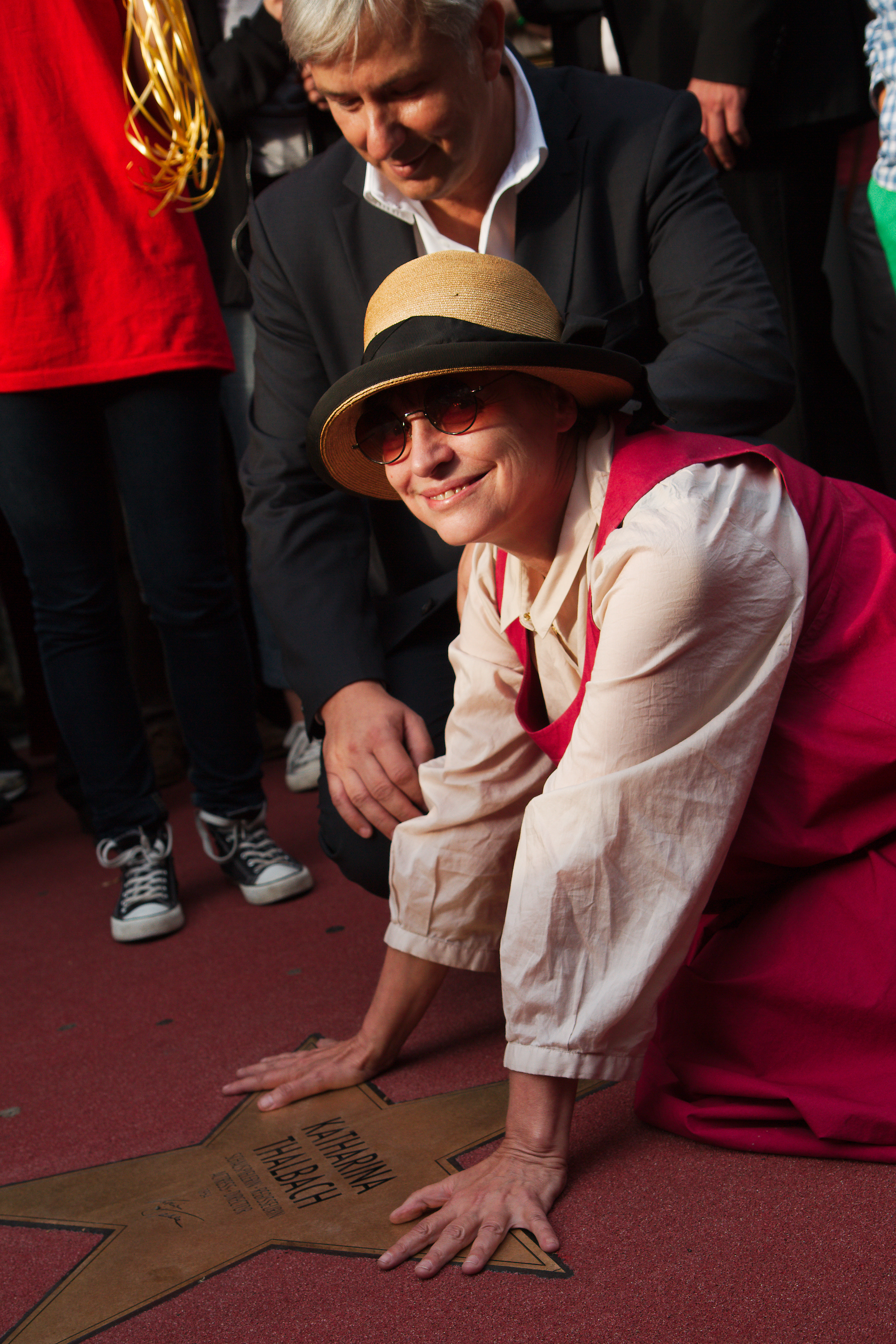
Thalbach bei der Einweihung ihres Sternes auf dem Boulevard der Stars in Berlin mit dem damaligen Regierenden Bürgermeister Klaus Wowereit, 2012

- 1971: Kritikerpreis (DDR): Beste Nachwuchsschauspielerin
- 1978: Bayerischer Filmpreis: Beste Nachwuchsdarstellerin
- 1980: Deutscher Darstellerpreis – Chaplin-Schuh des Bundesverbandes der Fernseh- und Filmregisseure in Deutschland
- 1980: Schauspielerin des Jahres der Zeitschrift Theater heute
- 1983: Internationales Filmfestival von Locarno: Darstellerpreis (Fernsehfilm) für Domino
- 1987: Deutscher Filmpreis: Filmband in Gold (Beste Darstellerin)
- 1991: Konrad-Wolf-Preis der Akademie der Künste Berlin
- 1992: Kritikerpreis (Barcelona): Beste ausländische Inszenierung
- 1993: Goldener Vorhang des Berliner Theaterclub e. V. für Hase Hase im Schiller Theater
- 1993: Berliner Bär (B.Z.-Kulturpreis)
- 1996: Verdienstkreuz am Bande der Bundesrepublik Deutschland
- 1997: Adolf-Grimme-Preis für Gefährliche Freundin (zusammen mit Corinna Harfouch)
- 1997: Carl-Zuckmayer-Medaille
- 1998: Goldener Vorhang des Berliner Theaterclub e. V. für Veronika, der Lenz ist da
- 2004: Plakette der Freien Akademie der Künste Hamburg
- 2007: Bayerischer Filmpreis 2006: Darstellerin in Strajk – Die Heldin von Danzig
- 2007: Verdienstorden des Landes Berlin
- 2009: Goldener Vorhang des Berliner Theaterclub e. V. für ihre Darstellung in Wie es euch gefällt am Theater am Kurfürstendamm
- 2011: Goldener Vorhang des Berliner Theaterclub e. V. für ihre Rolle in Der Raub der Sabinerinnen in der Komödie am Kurfürstendamm
- 2011: Paula-Preis des Progress Film-Verleih[29]
- 2012: Deutscher Schauspielerpreis (Ehrenpreis für das Lebenswerk)
- 2012: Goldener Spatz als Beste Schauspielerin in Hanni & Nanni 2
- 2012: Stern auf dem Boulevard der Stars
- 2012: Emder Schauspielpreis im Rahmen des Internationalen Filmfests Emden-Norderney
- 2013: Hörbuchpreis der Landeshauptstadt Wiesbaden für Der Bärbeiß von Annette Pehnt
- 2013: Preis der Deutschen Akademie für Fernsehen in der Kategorie Schauspielerin Nebenrolle für Der Minister
- 2014: Deutscher Hörbuchpreis (Sonderpreis für ihr Lebenswerk)
- 2014: Deutscher Kinderhörbuchpreis BEO (Preis der Kinderjury für Stichkopf und der Scheusalfinder)
- 2015: Askania Award
- 2015: Bundesverdienstkreuz 1. Klasse[30]
- 2015: Deutscher Comedypreis als Beste Schauspielerin
- 2016: Jacob-Grimm-Preis: „Katharina Thalbach macht durch ihr Wirken auf der Bühne deutlich, dass die Kraft der Sprache Gefühle und Stimmungen erzeugen kann.“
- 2019: Ordre des Arts et des Lettres im Offiziersrang
- 2019: Goldener Ochse
- 2020: Ernst-Lubitsch-Preis für ihre Rolle in Ich war noch niemals in New York
- 2022: Goldener Vorhang des Berliner Theaterclub e. V. für ihre Rolle des Hercule Poirot in Mord im Orient-Express in der Komödie am Kurfürstendamm
- 2024: Preis für herausragende Leistungen im deutschen Film der DEFA-Stiftung